# Bão ngoài Trái Đất
Bão ngoài Trái Đất là những cơn bão được tìm thấy trên các hành tinh khác hoặc các vệ tinh tự nhiên khác xảy ra ở bên ngoài Trái Đất.

## Sao Kim
Sao Kim có hai cặp siêu bão nghịch dài, một cặp nằm ở gần mỗi cực (xoáy cực), được phát hiện vào năm 2006 bởi tàu thăm dò Venus Express. Xoáy cực nam của sao Kim có kích thước bằng diện tích châu Âu và bắt đầu từ những đám mây thấp hơn của bầu khí quyển (cách bề mặt 42 km) đến những đám mây trên của bầu khí quyển (cách bề mặt 63 km). Các phần tử của xoáy liên tục bị phá vỡ và trở lại với nhau khi các vòng xoáy cứ sau 2,2 ngày. "Vòng xoáy không bao giờ bị phá hủy, nhưng nó phát triển liên tục giữa các hình thái" hoặc hình dạng, Garate-Lopez nói. Hai tâm xoay của cơn bão cao 12 dặm (20 km), tồn tại ở các độ cao khác nhau, hiếm khi nào thẳng hàng.

## Sao Hỏa

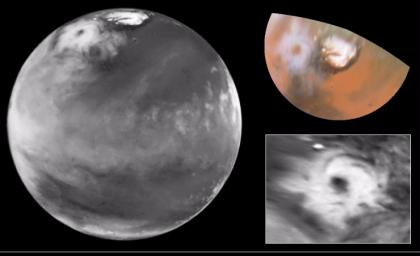
Lốc xoáy trên Sao Hỏa, được chụp bằng Kính viễn vọng Không gian Hubble

Vào ngày 27 tháng 4 năm 1999, một cơn bão hiếm có đường kính 1.100 dặm được phát hiện bởi kính thiên văn Hubble ở phía bắc cực của sao Hỏa. Nó bao gồm ba dải mây khổng lồ bao quanh 200 dặm (320 km) và có các đặc điểm tương tự như các cơn bão đã được phát hiện ở các cực của Trái Đất (xem: polar low). Nó chỉ được quan sát ngắn gọn, vì nó dường như tan biến khi nó được chụp sáu giờ sau đó, và không được nhìn thấy trên các hình ảnh sau này. Một số cơn bão khác đã được chụp ở cùng khu vực, như cơn bão ngày 2 tháng 3 năm 2001, cơn bão ngày 19 tháng 1 năm 2003, cơn bão ngày 27 tháng 11 năm 2004 (Lốc cát cũng đã được quan sát trên Sao Hỏa). Tuy nhiên, bởi Phoenix Mars Lander của Nasa, tuyết đã bốc hơi trước khi tiếp xúc với bề mặt.

## Sao Mộc

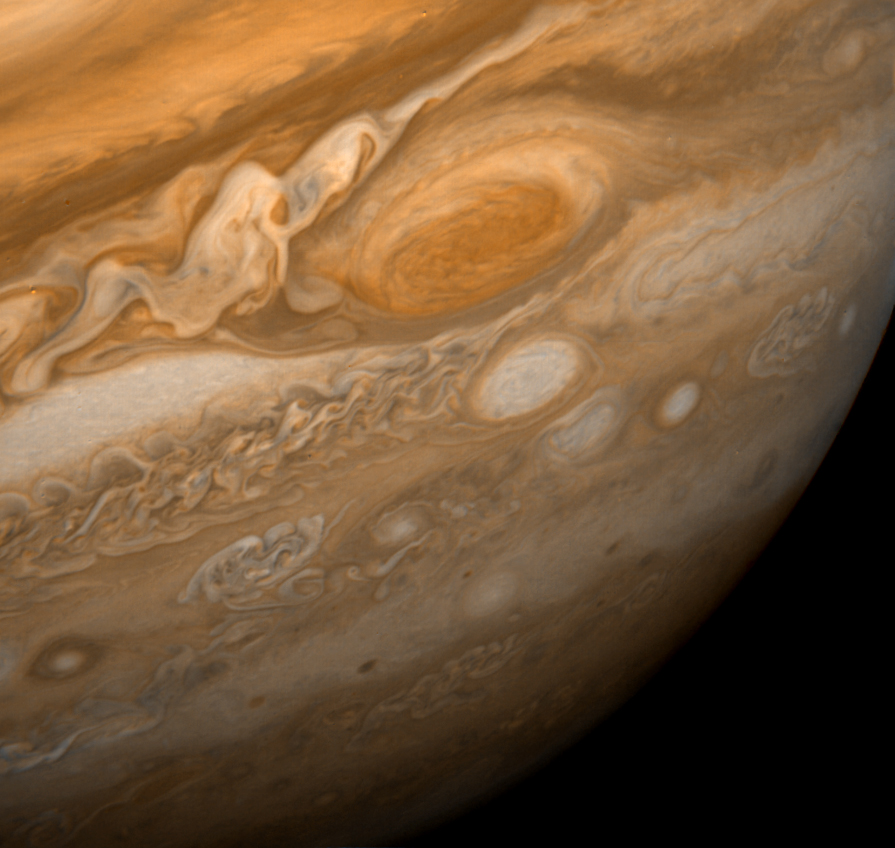
Vết Đỏ Lớn, với Oval BA ở phía nam.

Vết Đỏ Lớn trên Sao Mộc, cho đến nay, là cơn bão ngoài Trái Đất lớn nhất (hay lốc xoáy) được biết đến. Nó lớn đến mức khoảng 2 đến 3 Trái Đất có thể nằm gọn bên trong nó. Vết Đỏ Lớn đã tồn tại trên Sao Mộc trong ít nhất 340 năm. Trong hình ảnh bên trái, Great Red Spot có thể được nhìn thấy gần trung tâm đỉnh. Vết Đỏ Lớn đã chuyển sang màu hồng xỉn, sang màu đỏ tươi, nhưng vẫn chưa tan và không có khả năng làm điều đó trong tương lai gần.
Oval BA (hay Vết Đỏ Nhỏ) là tàn dư được hình thành từ sự hợp nhất của nhiều hình bầu dục màu trắng. Nó nằm ngay phía nam của Vết Đỏ Lớn và đang gia tăng sức mạnh.

Vết Tối Lớn là một đặc điểm được quan sát gần cực bắc của sao Mộc vào năm 2000 bởi tàu vũ trụ Cassini Cut Huygens. Một đặc điểm trong bầu khí quyển của Sao Hải Vương cũng được gọi là Vết Tối Lớn. Tính năng thứ hai, được chụp bởi Voyager 2 vào năm 1989, có thể là một lỗ khí quyển chứ không phải là một cơn bão. Nó không còn xuất hiện vào năm 1994, mặc dù một điểm tương tự đã xuất hiện xa hơn về phía bắc.

## Sao Thổ

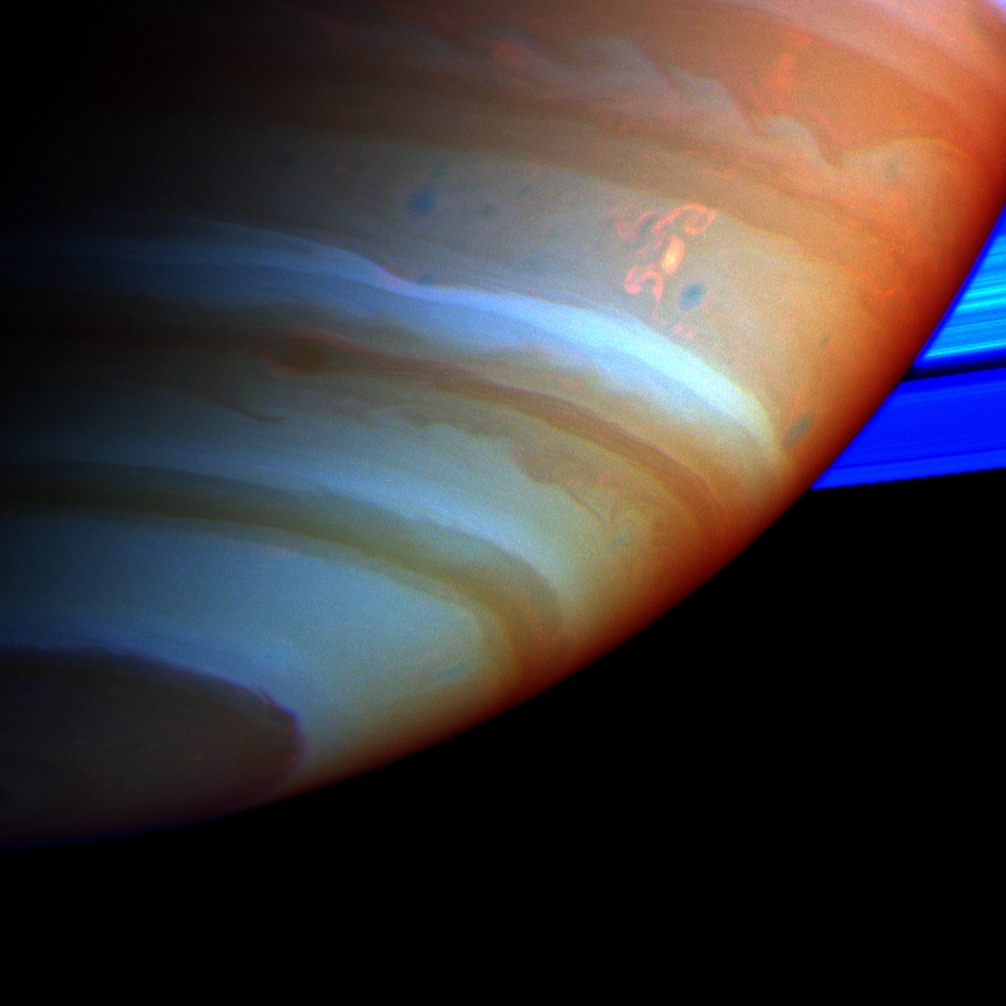
Hình ảnh màu giả của Bão Rồng.

Vào ngày 11 tháng 10 năm 2006, tàu vũ trụ Cassini-Huygens đã chụp được hình ảnh của một cơn bão với một cái nhìn khác biệt rõ ràng trên cực nam của Sao Thổ. Nó có chiều ngang 8.000 kilômét (5.000 mi), với những cơn bão trong tầm mắt lên tới 70 km (40 mi) chiều cao. Cơn bão có tốc độ gió là 550 km/h (340   mph) và dường như đứng yên trên cực nam của Sao Thổ.
Ngoài ra, một số cơn bão như Vết Trắng Lớn thỉnh thoảng xuất hiện trên các vĩ độ phía bắc của Sao Thổ, trở nên đủ lớn để được phát hiện bởi các kính viễn vọng trên Trái Đất cứ sau 28 năm rưỡi.
Ngoài ra còn có một cơn bão tồn tại lâu dài được gọi là Bão Rồng, thỉnh thoảng bùng lên trên các vĩ độ phía nam của Sao Thổ.
Một cơn lốc lục giác ở cực bắc của Sao Thổ đã được phát hiện kể từ khi đi qua Voyager 1 và 2, và lần đầu tiên được chụp bởi Cassini vào ngày 3 tháng 1 năm 2009. Nó chỉ có đường kính dưới 15.000 dặm (25.000 km), với độ sâu khoảng 60 dặm (100 km) và bao quanh cực bắc của hành tinh có vành đai ở khoảng vĩ độ 78 °N.

## Titan

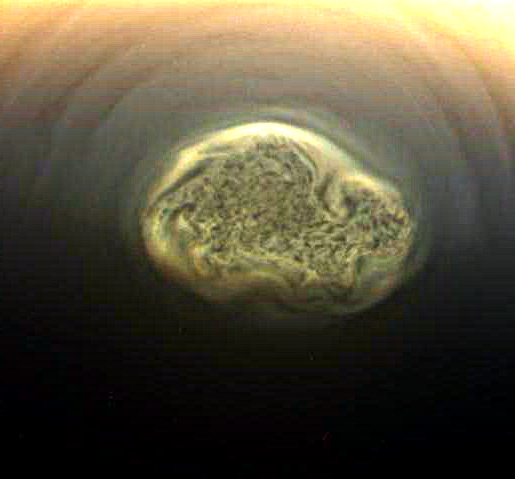
Xoáy cực nam của Titan.

Vào ngày 27 tháng 6 năm 2012, trước một chuyến bay xa của Titan, mặt trăng lớn nhất của Sao Thổ, tàu vũ trụ Cassini-Huygens đã chụp những hình ảnh của một cơn lốc trên cực nam của Titan.
Titan có một vỏ magma có thể nhìn thấy cao trên cực bắc bao gồm sương mù dày đặc hơn so với phần còn lại của bầu khí quyển của mặt trăng này. Sự hình thành của cơn lốc ở cực nam của Titan có thể liên quan đến mùa đông phía nam sắp tới và sự khởi đầu của một vỏ magma cực nam.
Các nhà khoa học nghĩ rằng những hình ảnh thu được từ thiết bị này cho thấy sự đối lưu của các ô mở. Trong các ô mở, không khí chìm ở trung tâm của ô và tăng lên ở rìa, tạo thành các đám mây ở các cạnh của ô. Tuy nhiên, vì các nhà khoa học không thể nhìn thấy lớp bên dưới cơn lốc, họ không biết cơ chế nào có thể hoạt động.
Một quan sát gần đây hơn về cơn lốc ở cực nam đã khiến các nhà khoa học kết luận rằng nó đã hình thành ở độ cao lớn hơn nhiều so với những suy nghĩ trước đây.

## Sao Thiên Vương
Bắt đầu từ năm 2006, những điểm tối giống như trên sao Hải Vương đã được quan sát trên Sao Thiên Vương khi hành tinh này tiến gần đến điểm chí vào năm 2007.

## Sao Hải vương

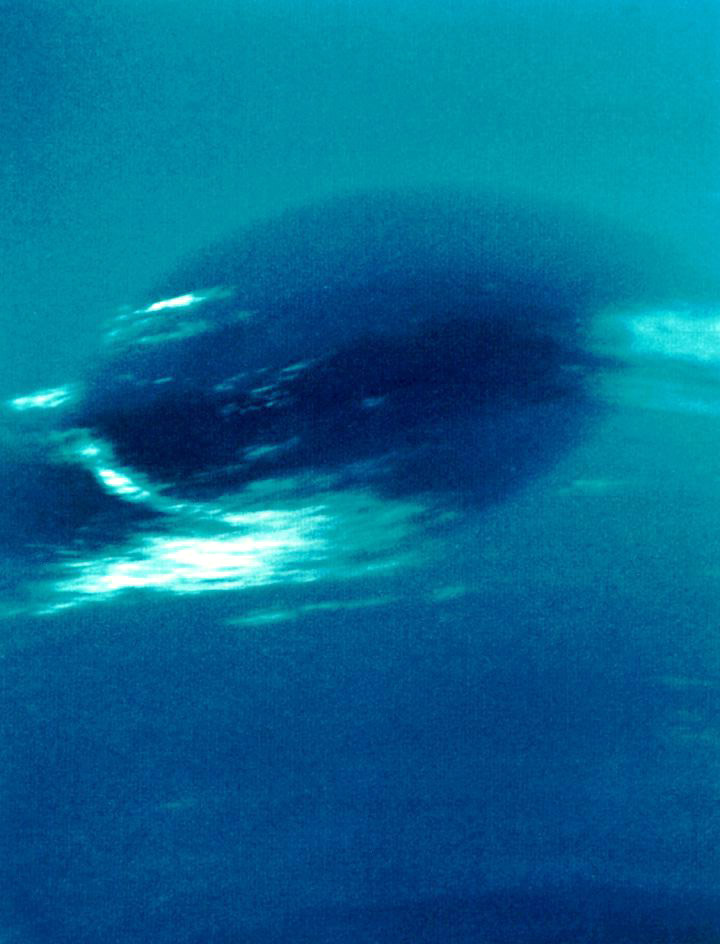
Vết Tối Lớn

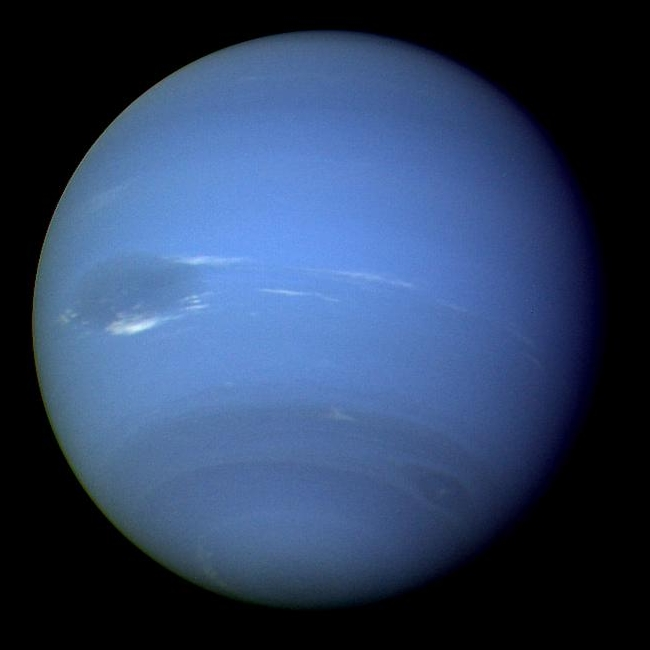
Mắt Phù Thủy, cơn bão nhỏ hơn trông giống như một con mắt, có thể được nhìn thấy gần cực nam.

### Vết Tối Lớn
Vết Tối Lớn trên Sao Hải Vương là một loạt các cơn bão (có thể là các lỗ khí quyển, tương tự như lỗ thủng tầng ozone) lần đầu tiên được phát hiện bởi Voyager 2 vào năm 1989. Nó có kích thước tương đương với lục địa Á-Âu.

### Vết Tối Nhỏ
Vết Tối Nhỏ (đôi khi được gọi là Vết Tối Lớn 2) là một cơn bão khác trên Sao Hải Vương. Nó là khoảng một phần ba đường kính của Vết Tối Lớn. Nó được gọi là "Mắt Phù Thủy" vì nó trông giống như một con mắt. Sự xuất hiện này là do một đám mây trắng ở giữa Mắt Phù thủy. 